# اریک گدس
اریک گدس (انگلیسی: Eric Geddes; ۲۶ سپتامبر ۱۸۷۵ – ۲۲ ژوئن ۱۹۳۷) سیاست‌مدار اهل بریتانیا بود. وی همچنین برندهٔ جوایزی همچون شوالیه (عنوان) شده‌است.